# Younès Belhanda
Younès Belhanda (en arabe : يونس بلهندة), né le 25 février 1990 à Avignon (Vaucluse), est un footballeur international marocain. Il est également de nationalité française.
Formé à Montpellier HSC en 2009, il remporte le championnat de France en 2012 en étant élu meilleur espoir de Ligue 1. Il rejoint en 2013 le Dynamo Kiev avec lequel il remporte le championnat d'Ukraine en 2015, 2016 et la Coupe d'Ukraine 2014 et 2015. En 2017, il s'engage au Galatasaray SK et remporte le championnat de Turquie en 2018 et 2019 ainsi que la Coupe de Turquie, avant de voir son contrat se résilier en mars 2021.
Ayant commencé sa carrière internationale avec la France -20 ans, il tranche en 2010 définitivement en faveur du Maroc sous Eric Gerets. En sélection marocaine, il prend part à la Coupe d'Afrique 2012, la Coupe d'Afrique 2013, la Coupe du monde 2018 et la Coupe d'Afrique 2019.

## Biographie

### Enfance, jeunesse et débuts dans le monde du football (1990-2003)
Younès Belhanda naît le 25 février 1990 à Avignon et grandit au sein d'une famille marocaine (originaire de Taza dans la partie du Rif) de six enfants dans le quartier des Croix des Oiseaux situé au Nord Rocade. Fasciné par Zinédine Zidane, il découvre le football dans le Gard, à Aramon puis à Remoulins, avant de rejoindre la MJC Avignon.
C'est surtout dans son quartier dans les petits terrains que Younès Belhanda passe la plupart de son temps à jouer au football. Il déclare : « J'étais toujours dehors avec un ballon, je sortais et j’essayais de trouver des copains pour jouer. Quand je n’en trouvais pas je jouais tout seul ou avec mon père qui me faisait beaucoup de gammes techniques quand j’étais petit ».
À la MJC Avignon, il évolue au poste de libéro jusqu'en moins de 13 ans mais est déjà courtisé par de nombreux clubs comme l'Olympique de Marseille, l'Olympique lyonnais, l'AS Saint-Étienne ou l'AS Monaco qui ont déjà distingué son talent. Cependant, malgré son envie de rejoindre le Forez, il ne s'engage pour aucun de ces clubs car ses parents n'acceptent pas ce départ, trop loin à leur goût.

### Carrière en club

#### Formation et débuts au Montpellier HSC (2003-2013)
En 2003, âgé alors de treize ans, il intègre le centre de formation du Montpellier HSC où après six années d'apprentissage il est repositionné devant la défense au sein du milieu de terrain. Il remporte avec ses coéquipiers la finale de la Coupe Gambardella en 2009 face au FC Nantes sur le score de deux buts à zéro. Il signe son premier contrat professionnel en 2009.
Le 8 août 2009, il fait ses débuts professionnels en Ligue 1 face au Paris Saint-Germain de Claude Makélélé en étant titularisé par son entraîneur René Girard (match nul, 1-1). Le 19 septembre, il inscrit son premier but professionnel face à l'Olympique de Marseille à la 75e minute sur une passe décisive de Karim Aït-Fana (défaite, 4-2). Le 23 septembre, il dispute son premier match de Coupe de la Ligue en entrant en jeu à la 58e minute à la place de Lilian Compan (défaite, 3-4). Le 13 janvier 2010, il écope de son premier carton rouge de sa carrière professionnelle lors d'un match face à l'AS Monaco (défaite, 4-0). En disputant 33 rencontres, dont 19 en tant que titulaire, il est l'une des révélations de la saison, qui voit le Montpellier HSC se qualifier pour la Ligue Europa grâce à une cinquième place en championnat. À la fin de la saison, il prolonge de deux ans son contrat avec le Montpellier Hérault SC, le liant ainsi au club jusqu'en juin 2014.
Le 29 juillet 2010, il dispute son premier match européen face à Győri ETO FC à l'ETO Park (victoire, 0-1). Le 16 octobre, il inscrit son premier but de la saison face au FC Sochaux la 44e minute sur une passe décisive d'Olivier Giroud (victoire, 2-0). Le 18 décembre 2010, il inscrit son deuxième but de la saison face à l'AJ Auxerre, à nouveau sur une passe décisive d'Olivier Giroud (match nul, 1-1). Le 20 février 2011, il marque son troisième but de la saison et offre la victoire à son équipe en inscrivant l'unique but du match face à LOSC Lille (victoire, 1-0). Le Montpellier HSC termine ainsi la saison à la quatorzième place de Ligue 1, avec le LOSC Lille couronné champion de France. Cependant, Montpellier atteint tout de même la finale de la Coupe de la Ligue où les Montpelliérains sont battus par l'Olympique de Marseille (1-0).

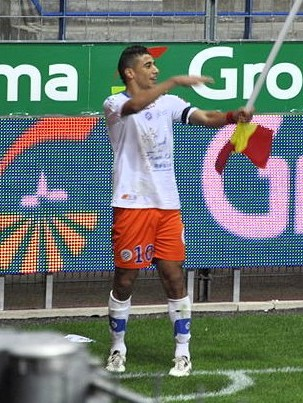
Belhanda célébrant son but face au SM Caen en 2012.

Le 6 août 2011, Younès Belhanda commence fort la saison en inscrivant un but au premier match de la saison face à l'AJ Auxerre (victoire, 3-1). Le 21 août, il inscrit son deuxième but de la saison sur penalty face au Stade rennais FC (victoire, 4-0). Le 1er octobre, il marque son troisième but de la saison, à nouveau sur penalty face aux Girondins de Bordeaux (match nul, 2-2). Le 22 octobre, il livre une prestation remarquable face au SM Caen en délivrant deux passes décisives et en marquant le troisième but sur une passe décisive de Garry Bocaly (victoire, 1-3). Le 9 décembre, il est élu meilleur joueur UNFP du mois de novembre de Ligue 1, devant son coéquipier Olivier Giroud. Le 21 décembre, il inscrit un but à la 47e minute face à Évian TG sur une passe décisive de John Utaka et délivre lui-même une passe décisive sur le deuxième but montpelliérain inscrit par Olivier Giroud (défaite, 4-2). Le 8 février 2012, à l'occasion d'un match de Coupe de France, il inscrit un but à la 90e minute face à La Berrichonne de Châteauroux au Stade Gaston-Petit (victoire, 0-2). Le 11 février, il inscrit son cinquième but de la saison en Ligue 1 sur penalty face à l'AC Ajaccio (victoire, 3-0). Le 19 février, il inscrit un but pour son troisième match d'affilée au Parc des Princes face au Paris Saint-Germain sur une passe décisive de Vitorino Hilton (match nul, 2-2). Le 7 avril, il est de nouveau buteur à la 4e minute de jeu face au FC Sochaux sur une passe décisive d'Olivier Giroud (victoire, 2-1). Le 11 avril, il inscrit un doublé face à l'Olympique de Marseille et offre ainsi la victoire à son équipe au Stade Vélodrome (victoire, 1-3). Le 27 avril, il offre de nouveau les trois points à son équipe en inscrivant l'unique but du match face au Toulouse FC grâce à une passe décisive de Henri Bedimo. Le 1er mai, à l'occasion de son dernier match de Ligue 1 de la saison, il clôt d'une bonne manière en étant à nouveau buteur sur penalty face à l'Évian TG (match nul, 2-2). En fin de saison, il remporte pour la première fois le championnat de France, qualifiant automatiquement le Montpellier HSC en Ligue des champions de l'UEFA pour la saison suivante.
Le 1er septembre 2012, il inscrit son premier but de la saison face au FC Sochaux sur penalty (victoire, 1-3). Le 18 septembre, à l'occasion de son premier match en Ligue des champions, il inscrit un but sur penalty à la 9e minute face à Arsenal FC. Les Anglais remontent rapidement le score grâce à des buts de Lukas Podolski et Gervinho (défaite, 1-2). Le 29 septembre, Younès Belhanda inscrit son deuxième but de la saison en championnat face à l'AS Nancy-Lorraine au Stade Marcel-Picot (victoire, 0-2). Le 20 octobre, il est buteur malheureux face au Stade rennais FC (défaite, 2-1). Le 3 novembre 2012, il inscrit son quatrième but de la saison en championnat face à l'ES Troyes grâce à une passe décisive de Rémy Cabella (match nul, 1-1). Trois jours plus tard, il est de nouveau buteur sur penalty en Ligue des champions face à l'Olympiakos Le Pirée (défaite, 3-1). Le 8 décembre, il inscrit son cinquième but en championnat face à l'AC Ajaccio. Une semaine plus tard, il est de nouveau buteur face au SC Bastia grâce à une passe décisive de Daniel Congré (victoire, 4-0). Le 3 février, il inscrit son septième but en Ligue 1 face au Stade de Reims (victoire, 3-1). Le 23 février, il offre la victoire à son équipe en inscrivant l'unique but du match en fin de match face à l'Évian TG grâce à une passe décisive d'Anthony Mounier. Le 6 avril, il marque son neuvième but en Ligue 1 face à Valenciennes FC (victoire, 3-1). Le 19 avril, il inscrit son dixième but face à l'Olympique lyonnais de Samuel Umtiti (défaite, 1-2).

#### Dynamo Kiev (2013-2017)
Le 29 juin 2013, Younès Belhanda signe au Dynamo Kiev pour une durée de cinq saisons. Il hérite du no 90 sous l'entraîneur Oleg Blokhine. Sa présentation a lieu en même temps que celle de l'international congolais Dieumerci Mbokani.

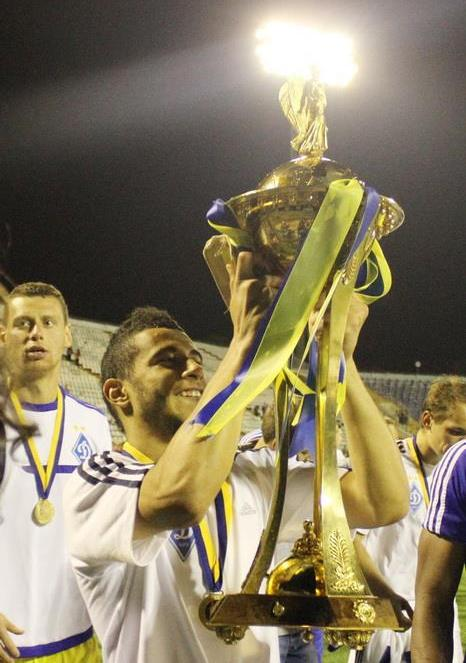
Belhanda soulevant la Coupe d'Ukraine en 2014.

Le 14 juillet 2013, il dispute son premier match de championnat en entrant en jeu à la 66e minute en remplaçant Lukman Haruna face à Volyn Loutsk (match nul, 1-1). Le 20 juillet 2013, il reçoit sa première titularisation face à Hoverla Oujhorod au Stade Avanhard (victoire, 1-2). Le 4 août 2013, il inscrit son premier but à la 7e minute de jeu à l'occasion du classique face au Chakhtar Donetsk (défaite, 3-1). Le 22 août 2013, il délivre une passe décisive sur le deuxième but inscrit par Brown Ideye et inscrit un but à la 57e minute à l'occasion d'un match de Ligue Europa face au FK Aktobe (victoire, 2-3). Le 29 septembre 2013, il inscrit son deuxième but de la saison face à Vorskla Poltava (match nul, 2-2). Le 6 octobre 2013, il délivre une prestation remarquable face à Metalurh Donetsk et inscrit un triplé (victoire, 9-1). Le 7 mars 2014, Younès Belhanda apparaît en interview avec So Foot pour parler de la crise politique en Ukraine, déclarant ainsi : « On a cru au début que ça n’allait pas nous atteindre. Mais quand on est rentrés du stage de Marbella, ça a vraiment explosé. On peut ne plus être en sécurité à Kiev. On habite en centre-ville, on est à 600, 700 mètres des manifestations, donc ce n’est pas loin, et de chez moi on entend les bruits, les coups de feu. Je savais que s'il y avait la vie de ma femme, de mon frère ou de moi-même en danger, j’allais partir sans poser de questions à personne. Continuer comme ça à ne pas jouer toute la saison et que ça reparte l’année prochaine comme ça, je ne pourrais pas. »
. Le 6 avril 2014, il inscrit son sixième but de la saison face à Metalist 1925 Kharkiv grâce à une passe décisive d'Andriy Yarmolenko (victoire, 4-2). Le 15 mai 201, il remporte la Coupe d'Ukraine après une victoire de 2-1 face au Chakhtar Donetsk. Younès Belhanda termine sa première saison au Dynamo Kiev à la quatrième place du championnat et se qualifie automatiquement en Ligue Europa pour la saison suivante. Le 22 juillet 2014, titularisé lors de la finale de la Supercoupe d'Ukraine face au Chakhtar Donetsk, il perd la finale sur le score de 2-0.
Le 18 septembre 2014, il inscrit son premier but de la saison face à Rio Ave FC grâce à une passe décisive de Jeremain Lens en Ligue Europa. Le 19 février 2015, il écope d'un carton rouge en Ligue Europa face à l'EA Guingamp (défaite, 2-1). Le 1er mars 2015, il marque son premier but de la saison en championnat face à Metalist 1925 Kharkhiv grâce à une passe décisive de Jeremain Lens (victoire, 3-0). Le 8 avril 2015, il inscrit un but en Coupe d'Ukraine face à Zorya Louhansk (victoire, 2-0). Le 10 mai 2015, il inscrit son deuxième but en championnat face à Metalurh Donetsk (victoire, 0-6). Le 4 juin 2015, à l'occasion de la finale de la Coupe d'Ukraine, Younès Belhanda entre en jeu à la 101e minute en remplaçant Serhiy Sydorchuk et remporte la Coupe d'Ukraine pour une deuxième fois d'affilée. Le Dynamo Kiev termine la saison en étant sacré champion d'Ukraine avec dix points d'avance sur le Chakhtar Donetsk.
Le 19 juillet 2015, il dispute son premier match de la saison face au Stal Kamianske en entrant en jeu à la 69e minute à la place de Oleh Husyev (victoire, 1-2). Le 16 septembre 2015, Younès Belhanda dispute son premier match de Ligue des champions avec le club à domicile face au FC Porto (match nul, 2-2). Lors du match retour, le 24 novembre au Stade du Dragon à Porto, il participe à la victoire de 0-2 en entrant en jeu à la 78e minute en remplaçant le buteur Derlis González. Le 9 décembre 2015, il est mis sur le banc pendant 90 minutes lors de la victoire de 1-0 à domicile face au Maccabi Tel-Aviv FC en Ligue des champions. Moins titulaire depuis le début de saison et avec une barrière linguistique persistante, Belhanda demande à son président de quitter l'Ukraine.

##### Prêt au FC Schalke 04 (2016)

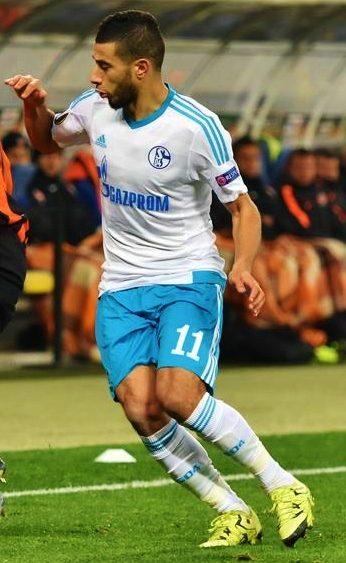
Belhanda en Ligue Europa avec le FC Schalke 04 en 2016.

Le 6 janvier 2016, il est prêté jusqu'à la fin de saison au FC Schalke 04. Il hérite du no 11 sous l'entraîneur André Breitenreiter et rejoint ainsi une équipe composé de joueurs tels que Joël Matip, Leon Goretzka, Klaas-Jan Huntelaar, Eric Maxim Choupo-Moting ou encore Leroy Sané.
Le 24 janvier 2016, il fait sa première apparition en entrant en jeu à la 60e minute en remplaçant Max Meyer face au Werder Brême en Bundesliga (défaite, 1-3). Le 12 février 2016, il est pour la première fois titularisé à l'Opel Arena et inscrit son premier but à la 46e minute sur une passe décisive de Max Meyer (défaite, 1-2). Le 18 février 2016, il est titularisé en Ligue Europa face au Chakhtar Donetsk (match nul, 0-0). Le 21 février 2016, il est titularisé et inscrit le premier but du match à la 14e minute face au VfB Stuttgart (match nul, 1-1). Le 14 mai 2016, il délivre une passe décisive sur le premier but inscrit par Klaas-Jan Huntelaar à la 7e minute de jeu face au TSG Hoffenheim (victoire, 1-4).
Durant son expérience en Allemagne, il marque deux buts et délivre une passe décisive en dix-sept matchs, toutes compétitions confondues. Le FC Schalke 04 termine la saison à la cinquième place du championnat.

##### Prêt à l'OGC Nice (2016-2017)
Le 31 août 2016, il s'engage à l'OGC Nice sous forme de prêt dans les dernières heures du mercato estival. Younès Belhanda porte le no 5 et est entraîné par Lucien Favre. À la sortie de la vidéo de présentation, il déclare être « heureux et content de retourner en France ».
Le 11 septembre 2016, il dispute son premier match de la saison face à l'Olympique de Marseille en entrant en jeu à la 76e minute à la place de Dalbert Henrique. Lors de ce match, il délivre une passe décisive sur le troisième but victorieux inscrit par Wylan Cyprien (victoire, 3-2). Le 21 septembre 2016, il délivre une passe décisive sur le deuxième but inscrit par Mario Balotelli face à l'AS Monaco (victoire, 4-0). Le 23 octobre 2016, il délivre une passe décisive sur le troisième but inscrit par Alassane Pléa face au FC Metz au Stade Saint-Symphorien (victoire, 2-4). En novembre, son ancien entraîneur René Girard (à cette époque entraîneur du FC Nantes) déclare à propos du début de saison de Younès Belhanda : « Je m'aperçois que Younès n'a rien perdu du tout de ses qualités. Ça reste un merveilleux footballeur qui joue juste et qui est toujours présent. C'est un Younès de 2012 avec un peu plus de maturité ». Le 30 novembre 2016, il inscrit son premier et unique but pour l'OGC Nice en championnat face à l'EA Guingamp (victoire, 0-1). Le 4 décembre 201, il inscrit son deuxième but de la saison face au Toulouse FC sur une passe décisive de Dante (victoire, 3-0). Le 21 décembre 2016, il écope de son premier carton rouge avec le club à l'occasion d'un match face aux Girondins de Bordeaux (match nul, 0-0). Le 15 avril 2017, il délivre une passe décisive sur le premier but inscrit par Mickaël Le Bihan face à l'AS Nancy-Lorraine (victoire, 3-1). Le 30 avril 2017, il est impliqué dans la victoire de l'OGC Nice face au Paris Saint-Germain FC en délivrant une passe décisive sur le deuxième but inscrit par Ricardo Pereira à la 48e minute (victoire, 3-1). L'OGC Nice termine la saison 2016-17 à la troisième place du championnat derrière l'AS Monaco et le Paris Saint-Germain.

#### Galatasaray SK (2017-2021)
Le 28 juin 2017, il quitte définitivement le Dynamo Kiev et signe pour le club turc de Galatasaray pour un montant de 10 millions d'euros et un salaire de 3,75 millions d'euros par saison pour une durée de quatre saisons (jusqu'en juin 2021),. Il reprend le no 10 de Wesley Sneijder, parti à l'OGC Nice, le précédent club de Belhanda.
Le 20 juillet 2017, il dispute son premier match avec le club à l'occasion de la Ligue Europa face à Östersunds IK (match nul, 1-1). Le 14 août 201, contre Kayserispor, il inscrit son premier but de la saison pour la première journée de championnat. Le 22 octobre 2017, Belhanda est exclu dans le derby face au Fenerbahce SK à la suite de son deuxième carton jaune à la 73e minute (match nul, 0-0). Le 9 décembre 2017, il inscrit son deuxième but de la saison face à Akhisar Belediyespor sur une passe décisive de Jason Denayer, avant d'être lui même passeur décisif sur le quatrième but inscrit par Sofiane Feghouli (victoire, 4-2). Le 12 février 2018, après avoir délivré une passe décisive sur le troisième but inscrit par Sofiane Feghouli à la 38e minute, il écope de son deuxième carton rouge de la saison face à Antalyaspor à la suite d'une faute grave commise sur un adversaire à la dernière minute du match (victoire, 3-0). Le 12 mai 2018, il inscrit son troisième but de la saison face au Yeni Malatyaspor sur une passe décisive de Garry Rodrigues (victoire, 2-0). Le 19 mai 201, il dispute son dernier match de la saison face à Göztepe SK avant sa première participation à la Coupe du monde avec sa sélection nationale. Le Galatasaray SK est ainsi sacré champion de Turquie avec trois points d'avance sur le Fenerbahçe SK.
De retour de Coupe du monde en juillet 2018 après avoir été éliminé au premier tour, Younès Belhanda fait son apparition sur le banc le 13 juillet 2018 à l'occasion du premier match de pré saison du Galatasaray SK face au FC Wil (victoire, 0-1). Le 18 juillet 2018, il entre en jeu à la 79e minute à la place de Fernando à l'occasion du deuxième match de pré saison face au PSV Eindhoven (défaite, 1-3). Avec le Valence CF (défaite, 1-2), Sakaryaspor (victoire, 0-3), Club africain (victoire, 0-1) et l'AEK Athènes (défaite, 3-2) parmi les autres adversaires en pré saison, c'est face à Sakaryaspor que Younès Belhanda trouve le chemin des filets à la 21e minute du match. Le 5 août 201, il est titularisé lors de la Supercoupe de Turquie face à l'Akhisar Belediyespor (match nul, 1-1 ; défaite sur penaltys, 5-4). Le 10 août 201, il participe au premier match de championnat face à MKE Ankaragücü et délivre une passe décisive sur le troisième but marqué par Eren Derdiyok (victoire, 1-3). Le 1er septembre 201, il écope d'un carton rouge face à Trabzonspor après avoir taclé avec les deux pieds en avant à la 30e minute. Quelques heures après le match, à l'aéroport d'Istanbul, Younès Belhanda dérape à nouveau et insulte un supporter de Trabzonspor en arabe marocain dans une scène filmée en direct avec un smartphone,. Le 7 septembre 2018, la fédération turque de football suspend Younès Belhanda de trois matchs de championnat. Sanctionné en championnat, il prend tout de même part le 18 septembre 2018 à un match de Ligue des champions face au Lokomotiv Moscou (victoire, 3-0). Le 2 novembre 201, il est impliqué dans une bagarre générale en plein match lors du derby opposant son équipe face au Fenerbahce SK (match nul, 2-2). Convoqué en sélection marocaine durant les matches du mois de novembre 2018, le milieu offensif se blesse contre le Cameroun (victoire 2-0) et est touché aux ischio-jambiers, et est contraint d'bserver un repos de six semaines. La durée d’indisponibilité l'emmène ainsi jusqu'à la fin de l’année. Après plusieurs mois sans marquer de buts, le 10 février 201, il inscrit un doublé face à Trabzonspor sur des passes décisives de Yūto Nagatomo et Sofiane Feghouli (victoire, 3-1). Le 17 février 201, il marque un but et délivre une passe décisive face à Kasımpaşa SK à l'extérieur au Stade Recep-Tayyip-Erdoğan (victoire, 1-4). Le 3 mars 201, il sauve un point en inscrivant le but égalisateur à la 52e minute face à l'Erzurumspor sur une passe décisive de Kóstas Mítroglou (match nul, 1-1). Younès Belhanda termine la saison en étant sacré champion de Turquie, une deuxième fois d'affilée, devançant l'İstanbul Başakşehir FK de deux points.
De retour d'une Coupe d'Afrique des nations ratée à la suite d'une élimination face au Bénin, Younès Belhanda dispute un match de pré saison face au Panathinaïkos (victoire, 2-1) avant de disputer le 7 août 2019 sa deuxième finale de Supercoupe de Turquie, de nouveau face à Akhisarspor Belediyespor. Il offre le trophée à son club en inscrivant l'unique but du match à la 39e minute sur une passe décisive de Jean Michaël Seri (victoire, 0-1). Le 30 août 2019, il inscrit son premier but de la saison en championnat face à Kayserispor (victoire, 2-3). Le 14 septembre 2019, Galatasaray s’impose dans les ultimes instants du match face à Kasimpasa (1-0) grâce à une réalisation de Radamel Falcao. Lors de ce match, Belhanda est secoué lors d’un choc avec Veysel Sari et est contraint de sortir du terrain, souffrant d’une double fracture de la mâchoire. Qualifié en Ligue des champions, il affronte le Real Madrid CF (score cumulé : défaite, 7-0), le Paris Saint-Germain FC (score cumulé : défaite, 6-0) et le Club Bruges KV (score cumulé : match nul, 1-1) en phase de groupe. Le 22 octobre 201, à l'occasion du match à domicile face au Real Madrid CF, Younès Belhanda sort du terrain à la 67e minute du match, hué par le public de Galatasaray SK. L'international marocain réplique en insultant les supporters présent dans les tribunes, provocant une toile sur les réseaux sociaux à l'encontre du joueur. Le 7 décembre 2019, il offre la victoire à son équipe en inscrivant l'unique but du match sur penalty face à Alanyaspor. Le 14 décembre 201, il inscrit son troisième but de la saison en championnat face au MKE Ankaragücü (match nul, 2-2). Le 17 décembre 2019, il inscrit son premier but de la saison en Coupe de Turquie face à Tuzlaspor (en) (victoire, 0-4). Le 23 février 202, à l'occasion d'un match de championnat face à Fenerbahçe SK, il est sorti par son entraîneur Fatih Terim et provoque une bagarre générale, avant d'écoper un carton rouge. En mars 2020, à la suite de la pandémie de Covid-19, le championnat turc est mis en pause jusqu'en juin 2020. Le 21 juin 202, il inscrit un but face à Gaziantep FK (match nul, 3-3). Le 24 juillet 2020, à l'occasion de la dernière journée de la saison face à Antalyaspor, il inscrit un but sur penalty à la 65e minute (match nul, 2-2). Le Galatasaray SK termine la saison à la sixième place du classement et l'İstanbul Başakşehir FK est sacré champion de Turquie.
Le 20 septembre 2020, il inscrit son premier but de la saison 2020-21 en championnat face au champion en titre İstanbul Başakşehir FK, grâce à une passe décisive de Ryan Babel (victoire, 0-2). Quatre jours plus tard, le 24 septembre, à l'occasion d'un match de Ligue Europa face au HNK Hajduk Split, il inscrit un nouveau but à la 77e minute du match (victoire, 2-0). Le 8 novembre 2020, il inscrit son deuxième but de la saison face à Sivasspor (victoire, 1-2). Le 15 décembre 2020, en Coupe de Turquie, il offre la victoire à son équipe grâce à l'unique but du match inscrit sur penalty face à Darıca Gençlerbirliği (en). Le 9 janvier 2021, Younès Belhanda inscrit un triplé lors de la 18e journée de Süper lig à l'occasion de la victoire sur le large score de 6-0 face à Gençlerbirliği. 20 janvier 2021, il délivre une passe décisive sur le premier but inscrit par Emre Akbaba, avant d'inscrire le cinquième but du match face à Denizlispor (victoire, 6-1).

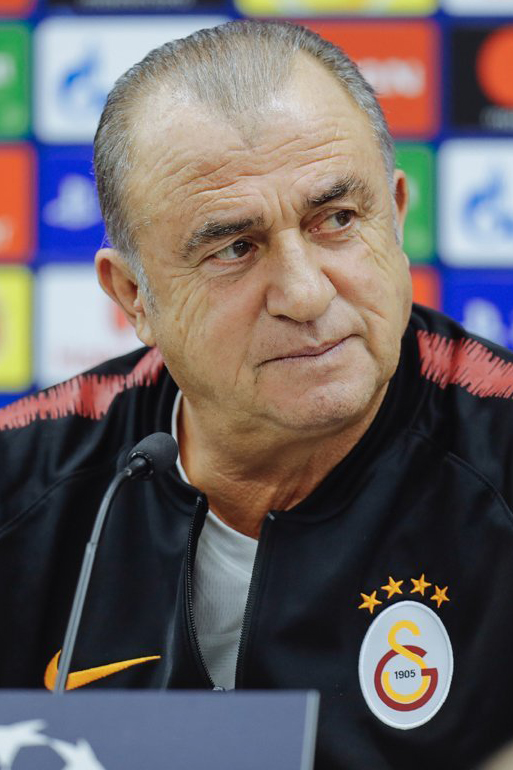
Malgré une fin sévère, Belhanda garde une bonne relation avec Fatih Terim.

Le 10 mars 2021, il est licencié unilatéralement par le Galatasaray SK à cause de problèmes disciplinaires survenus après une interview d'après match face au Sivasspor, le 7 mars 2021.

#### Adana Demirspor (2021-2023)
Le 1er juillet 2021, alors qu'il était annoncé proche d'un retour au Montpellier HSC, son club formateur, il rejoint finalement pour trois ans l'Adana Demirspor, promu en première division. Il hérite du no 10 sous l'entraîneur Samet Aybaba et est recruté en même temps que Mario Balotelli et Benjamin Stambouli.
Le 6 août 2021, il dispute son premier match avec le club en match amical de pré saison face à Beşiktaş JK (match nul, 1-1). Le 15 août 2021, il dispute son premier match en championnat face à Fenerbahçe SK en disputant ses 62 premières minutes au Nouveau stade d'Adana avant d'être remplacé par Francis Ezeh (en) (défaite, 0-1). L'unique but du match est inscrit par Mesut Özil. Le 28 octobre 2021, il inscrit son premier but sous le maillot d'Adana en Coupe de Turquie face à Niğde Anadolu FK (en) (victoire, 3-0). Le 21 décembre 2021, il livre une prestation remarquable face à son ancien club Galatasaray SK à l'occasion de la dix-huitième journée du championnat turc (victoire, 2-0). Le 10 janvier 2022, il inscrit son premier but en championnat face à Fenerbahçe SK à la 46e minute sur une passe décisive de Kaan Kanak (en) et offre ainsi la victoire à son équipe au Stade Şükrü Saracoğlu (victoire, 1-2). Le 10 avril 2022, il inscrit son deuxième but de la saison face à Altay SK sur une passe décisive de Jonas Svensson (victoire, 3-1). Le 7 mai 2022, il inscrit son troisième but de la saison face à Alanyaspor grâce à une passe décisive de Birkir Bjarnason (défaite, 1-2). Younès Belhanda termine la saison 2021-22 à la neuvième place de la Süper Lig.
Le 7 août 2022, à l'occasion de la première journée de la saison 2022-23 face à Giresunspor au Çotanak Stadyumu, il inscrit le deuxième du match à la 28e minute sur une passe décisive de Gökhan Inler (victoire, 2-3). Le 13 août 2022, à l'occasion de son deuxième match en championnat, il enchaîne avec son deuxième but de la saison à domicile face à Sivasspor à la 41e minute sur une passe décisive de Papa Alioune N'Diaye (victoire, 3-0). Le 22 août 2022, il marque son troisième but d'affilée en trois matchs sur un penalty face à Fenerbahçe SK (défaite, 4-2). Le 17 septembre 2022, il inscrit son quatrième but de la saison face à Antalyaspor à la 1re minute du match sur une passe décisive de Yusuf Sari (en) (victoire, 0-3). Le 15 octobre 2022, il livre une remarquable prestation face à Kasımpaşa SK en inscrivant un but et délivrant deux passes décisives (victoire, 1-4). Il termine sa deuxième saison à l'Adana Demirspor à la quatrième place du classement du championnat et assure ainsi une place en Ligue Europa Conférence.
Le 29 décembre 2023, le club annonce la résiliation du contrat de Belhanda « d'un commun accord » avec le joueur.

## Carrière internationale

### France -20 ans
Le 5 mai 2010, Younès Belhanda est convoqué par le sélectionneur Patrick Gonfalone en équipe de France des moins de 20 ans pour disputer le Tournoi de Toulon. Le 18 mai 2010, il dispute le match d'ouverture face à la Colombie -20 ans (victoire, 2-0) et enchaîne le 20 mai en étant titularisé face au Japon -20 ans (victoire, 4-1). Il remporte également le troisième match face à la Côte d'Ivoire -20 ans (victoire, 1-2) avant de se qualifier en demi-finales. Il dispute au total quatre rencontres du tournoi dans lequel la France termine à la troisième place après une défaite en demi-finale face au Danemark -20 ans. Le match pour la troisième place est jouée face au Chili -20 ans (victoire, 2-1), un match durant lequel Younès Belhanda ne fait aucune entrée en jeu.
Lors de ce tournoi, Younès Belhanda est le coéquipier de Yacine Brahimi, Morgan Schneiderlin ou encore Matthieu Dossevi.

### Équipe du Maroc
Le 3 septembre, après des discussions avec des fonctionnaires de la Fédération royale marocaine de football à Montpellier, il choisit d'intégrer l'équipe du Maroc plutôt que l'équipe de France. Le 17 novembre 2010, il fait ses débuts avec le Maroc en amical face à l'Irlande du Nord sous le sélectionneur Eric Gerets. Lors de ce match, Nacer Chadli (qui choisira peu après la Belgique) fait également ses débuts. En mars et juin 2011, il est également sélectionné pour la double confrontation face à l'Algérie à Annaba (défaite, 1-0) et à Marrakech (victoire, 4-0).

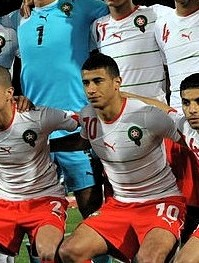
Belhanda (numéro 10) face au Niger en 2011.

Le 30 décembre 2011, il fait partie des 23 joueurs sélectionnés par Eric Gerets pour prendre part à la Coupe d'Afrique des nations 2012 au Gabon et en Guinée équatoriale,. Le 23 janvier 2012, il dispute son premier match de la CAN 2012 face à la Tunisie au Stade d'Angondjé (défaite, 1-2). Le 27 janvier, à l'occasion du deuxième match de la phase de groupe face au Gabon, le Maroc perd sur le score de 3-2 et est déjà éliminé de la compétition. Cependant, Younès Belhanda inscrit son premier but avec l'équipe du Maroc face au Niger lors du troisième et dernier match sans enjeu. Le 15 septembre 2012, la FRMF vire Eric Gerets de son poste de sélectionneur du Maroc. Une semaine plus tard, Rachid Taoussi est désigné nouveau sélectionneur du Maroc. Il publie ainsi en décembre 2012, sa liste finale pour la CAN 2013 au Gabon, dans laquelle figure le nom de Younès Belhanda.
Le 19 janvier 2013, il dispute son premier match de CAN 2013 face à l'Angola (match nul, 1-1). Le 23 janvier 2013, il dispute son deuxième match face au Cap-Vert (match nul, 1-1) et est ainsi éliminé de la Coupe d'Afrique en phase de poule pour la deuxième fois d'affilée. Cependant, il ne dispute pas le troisième match face à l'Afrique du Sud (match nul, 2-2). Le 7 septembre 2013, il manque également la qualification en Coupe du monde 2014 après un match nul face à la Côte d'Ivoire.
Le 2 mai 2014, Badou Zaki est désigné nouvel entraîneur de l'équipe du Maroc. Un grand nombre de matchs amicaux suivront et un grand travail de reconstruction a lieu au sein de la fédération marocaine et des éléments clés de l'équipe nationale. Ses deux premiers matchs sous ce nouvel entraîneur face à l'Angola et la Russie se soldent sur deux défaites de 2-0. Le 3 septembre 2014, il dispute également un match amical face au Qatar (match nul, 0-0). Quatre jours plus tard, il porte pour la première fois le brassard de capitaine en sélection à l'occasion d'un match amical face à la Libye (victoire, 3-0). Après une énième défaite face à la Côte d'Ivoire le 9 octobre 2015 et un match nul face à la Guinée trois jours plus tard au Stade Adrar d'Agadir, Badou Zaki est limogé de son poste de sélectionneur après de multiples mauvais résultats.
Le 16 février 2016, Hervé Renard est nommé nouveau sélectionneur du Maroc. Sous le sélectionneur français, Younès Belhanda porte le no 10 et enchaîne les matchs dans la campagne qualificative pour la Coupe du monde 2018 en tant que milieu offensif entouré de Hakim Ziyech et Nordin Amrabat. Le 31 mai 2017, il dispute un match amical au Stade Adrar d'Agadir face aux Pays-Bas (défaite, 1-2), durant lequel il profère avec Nabil Dirar, des propos injurieux envers le public marocain, scandant le nom de Hakim Ziyech pour son retour en sélection après une altercation avec le sélectionneur français. Cependant, son match face aux Pays-Bas fait du grand bruit dans le monde du football après un match agressif à l'encontre des adversaires néerlandais. Le 11 novembre 2017, il se qualifie en Coupe du monde 2018 en Russie à l'occasion d'un match de barrage face à la Côte d'Ivoire, à l'extérieur au Stade Félix-Houphouët-Boigny à Abidjan. Le 17 mai 2018, il figure parmi les 23 joueurs sélectionnés par Hervé Renard pour prendre part à la Coupe du monde. Il réalise un parcours remarquable lors des matchs préparatifs à la Coupe du monde 2018, notamment le 4 juin 2018 en amical où il est buteur face à la Slovaquie (victoire, 1-2) ou le 9 juin 2018, soit, cinq jours plus tard face à l'Estonie (victoire, 1-3). Dans un groupe mondialiste composé de l'Iran, du Portugal et de l'Espagne, il se retrouve titularisé lors de ces trois matchs, mais ne parvient pas à remporter de match (défaite 0-1 face à l'Iran, défaite 0-1 face au Portugal et match nul 2-2 face à l'Espagne).

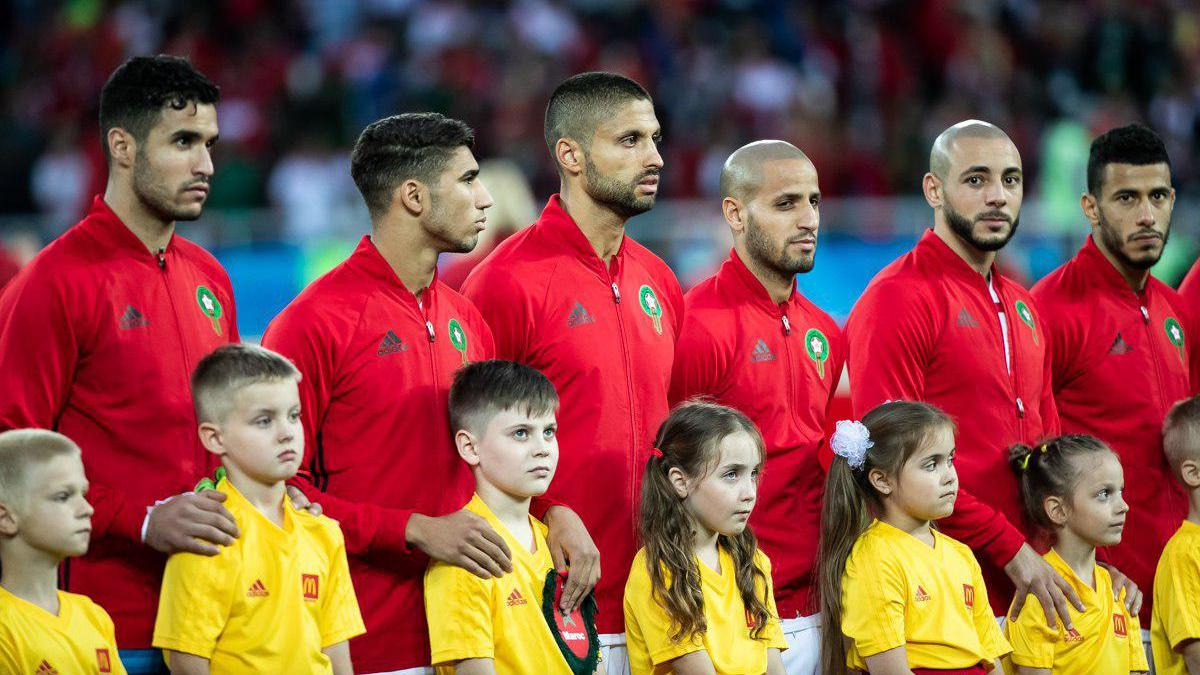
Belhanda (premier à droite) lors de l'hymne nationale du Maroc en Coupe du monde 2018.
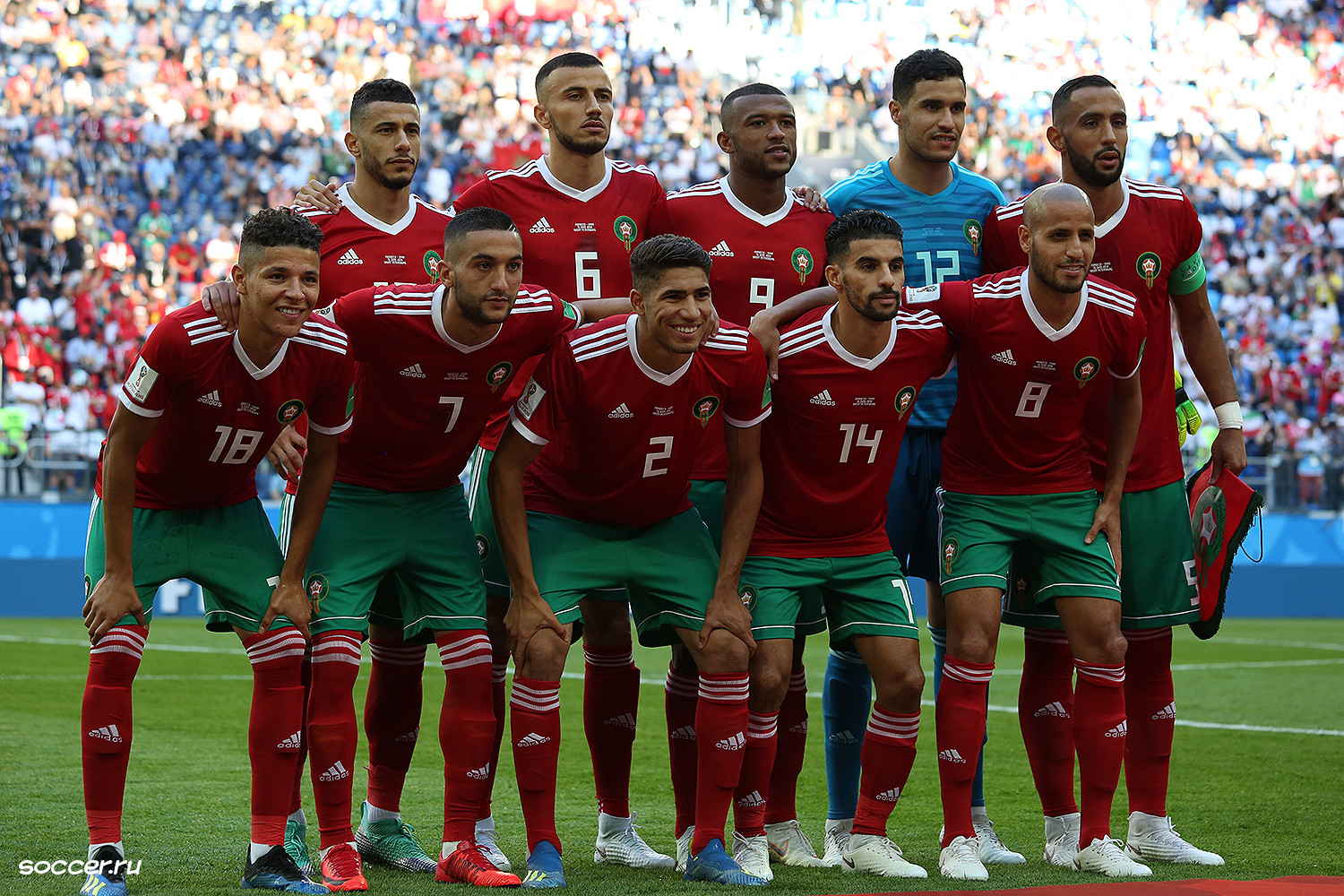
Photo d'équipe avec Belhanda en numéro 10 en haut à gauche.
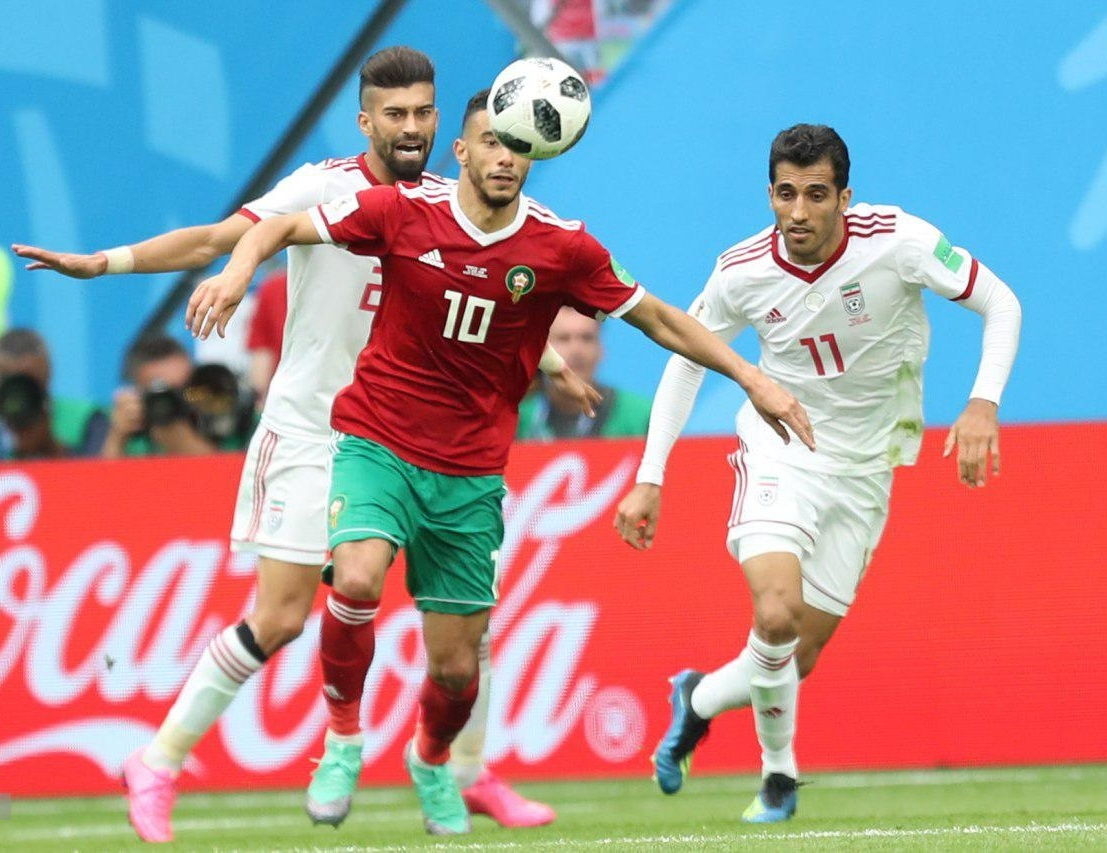
Belhanda protégeant son ballon face à Ramin Rezaeian et Vahid Amiri.
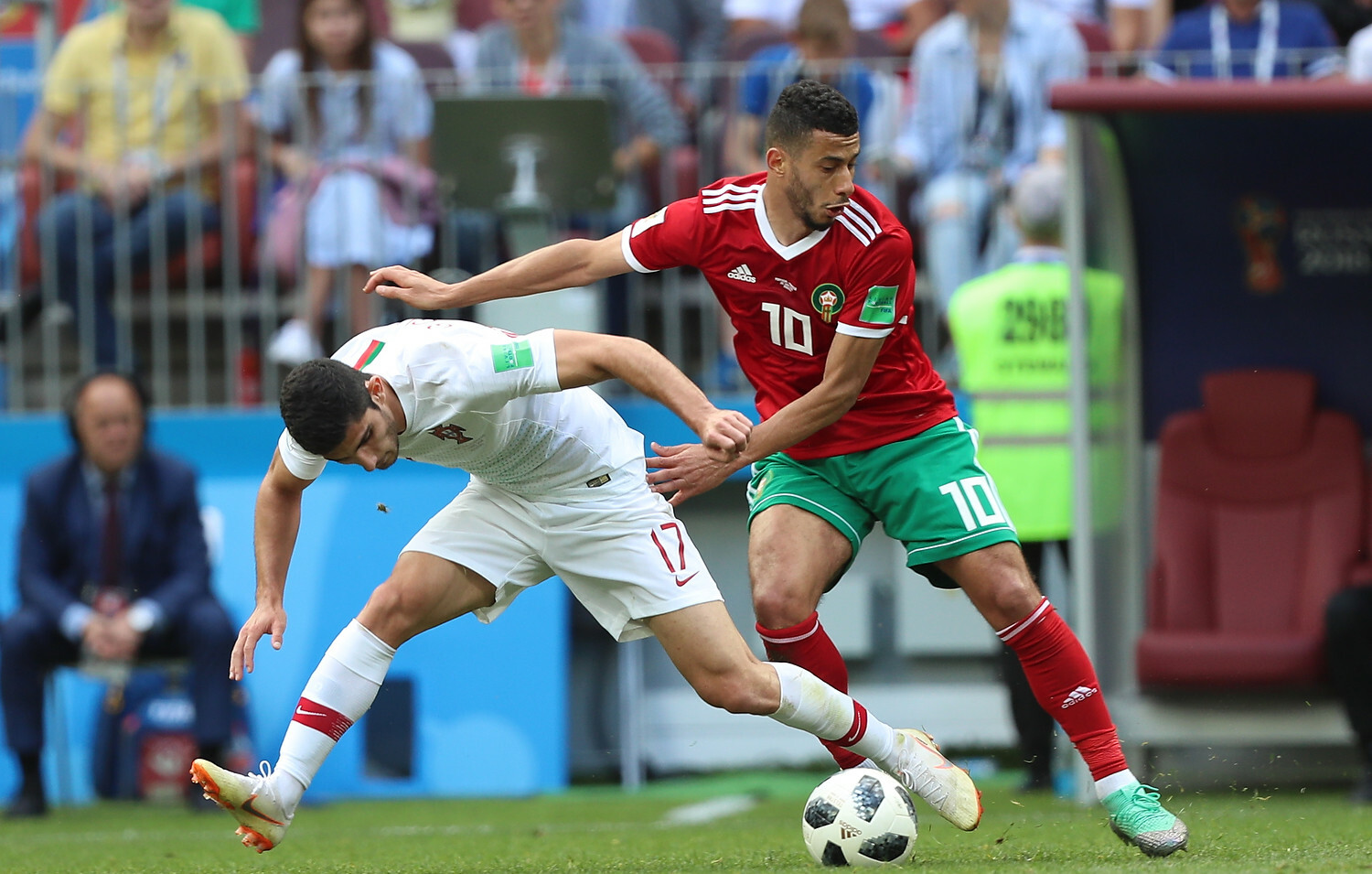
Belhanda en duel face à Gonçalo Guedes.
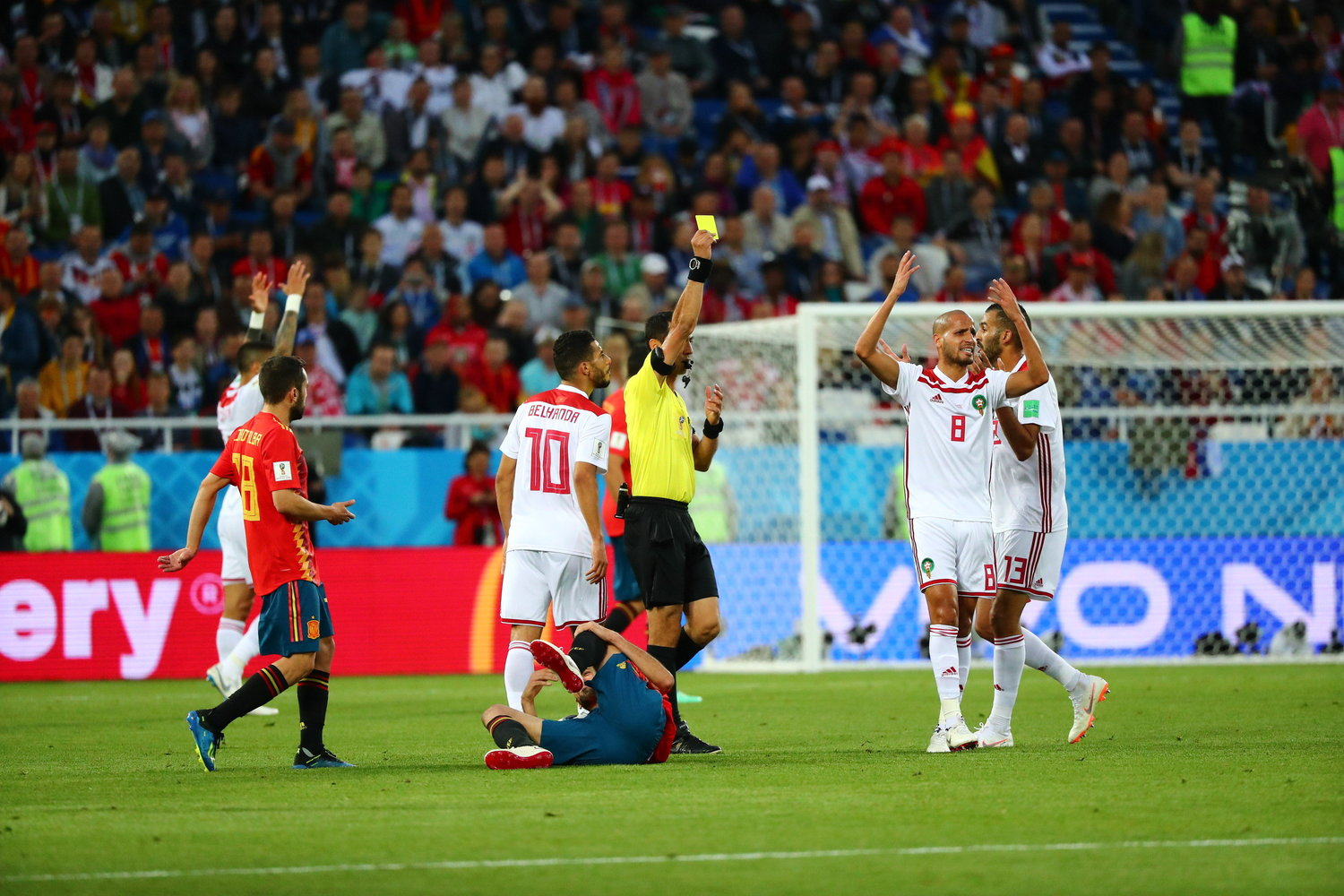
Belhanda furieux contre l'arbitre face à l'Espagne.

Après cette mauvaise expérience en Coupe du monde, il dispute directement les qualifications à la CAN 2019 et est titularisé face au Malawi (victoire, 3-0). Le 16 novembre 2018, il enchaîne avec une victoire de 2-0 face au Cameroun. Qualifié à la CAN 2019, il dispute le 23 juin 2019, il manque son premier match de Coupe d'Afrique face à la Namibie (victoire, 1-0) à la suite d'une blessure à la malléole. Il retourne sur le terrain lors du deuxième match face à la Côte d'Ivoire et s'en sort victorieux sur un petit score de 1-0. Le troisième match se solde également sur le score de 1-0 face à l'Afrique du Sud. Qualifié pour la première fois en huitièmes de finale d'une CAN, il est éliminé par le Bénin après une séance de tirs au but (défaite, 2-5 t.a.b.). Quelques jours après la désillusion du Maroc lors de cette CAN, le 21 juillet 2019, Hervé Renard présente sa démission au sein de la fédération marocaine.
Le 15 août 2019, Vahid Halilhodžić est présenté par le président Fouzi Lekjaa comme le nouveau sélectionneur de l'équipe du Maroc. Cependant, Younès Belhanda ne fait plus aucune apparition sur le terrain sous la tunique marocaine malgré ses bonnes prestations avec le Galatasaray SK. Le 11 août 2022, le contrat du sélectionneur bosnien est résilié.
Le 12 septembre 2022, il reçoit une convocation du nouveau sélectionneur du Maroc Walid Regragui pour un stage de préparation à la Coupe du monde 2022 à Barcelone et Séville pour deux confrontations amicaux, notamment face au Chili et au Paraguay,. Le 21 septembre 2022, un match amical de dernière minute (hors-FIFA) est organisé au Complexe sportif Mohammed VI à Rabat face à l'équipe de Madagascar et dans lequel il est titularisé (victoire, 1-0). Le 23 septembre 2022, il est mis sur le banc pendant 90 minutes face au Chili. Le 27 septembre 2022, à l'occasion du deuxième match de la trêve internationale face au Paraguay, il entre en jeu à la 64e minute à la place d'Amine Harit au Stade Benito-Villamarín (match nul, 0-0).
Mais finalement il ne figurera pas dans la liste des joueurs retenue par Walid Regragui pour le mondial 2022 au Qatar.

## Style de jeu et personnalité

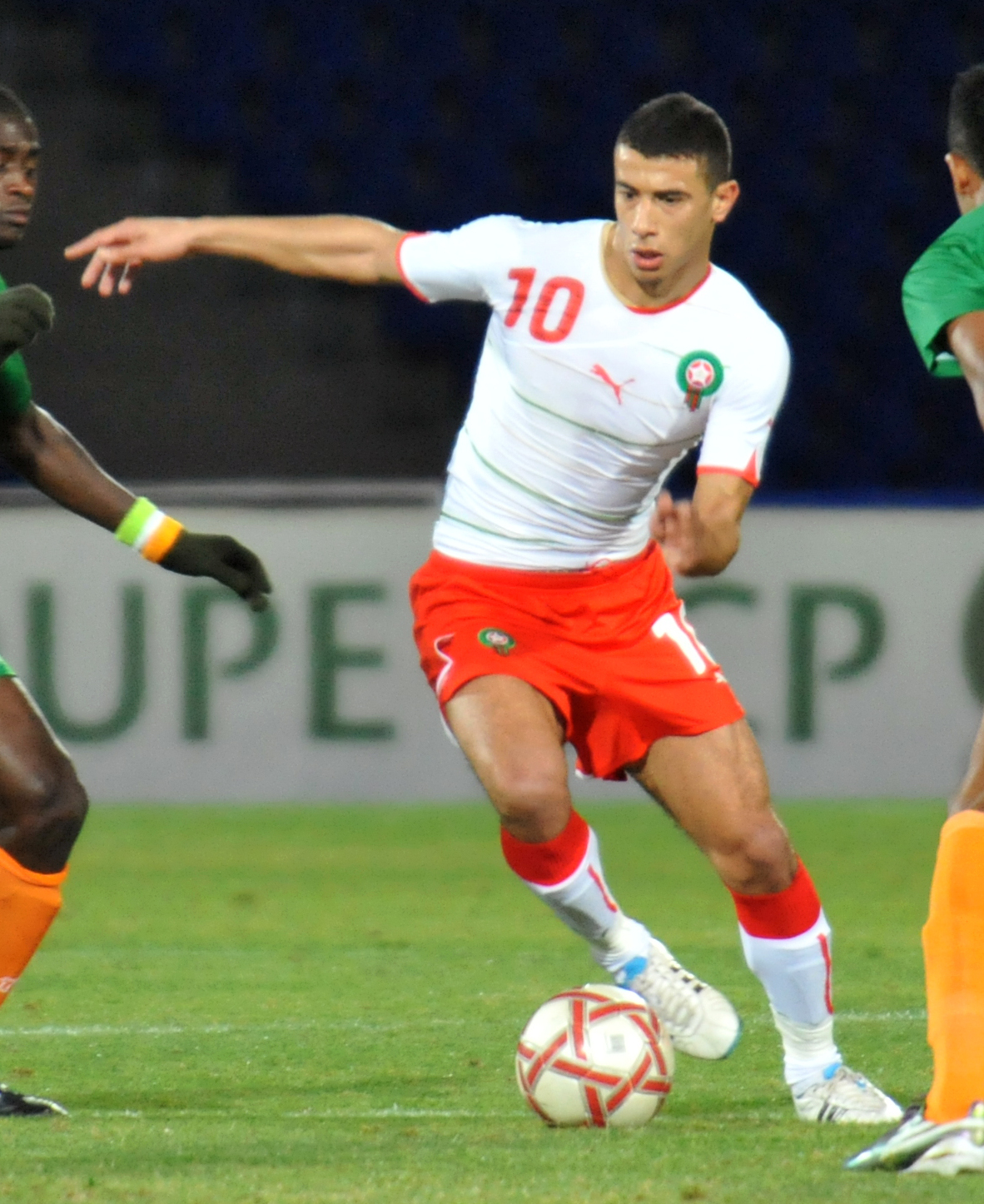
Belhanda (ici en 2011) est un adepte de la roulette.

N° 6 de formation, il est converti au poste de milieu offensif par René Girard (son entraîneur à Montpellier HSC) qu'il garde au cours de sa carrière en club et en séléction.Younès Belhanda explique à propos de son positionnement sur le terrain : « Les gens n’ont pas cette vision de moi alors que c’est mon poste de formation. Et j’étais vraiment un casseur en plus en jeunes ! C’est pour ça que des fois il y a des petits pétages de plomb, des coups, c’est le côté 6 qui ressort ». À son poste, Younès Belhanda décrit Bernardo Silva comme étant le no 10 parfait pour un championnat comme celui de la France.
Ses principaux atouts sont sa grande capacité d'accélération, ballon au pied, qui lui permet d'attaquer de loin et de s'engouffrer dans les espaces d'une défense, et ses qualités de dribble court et de dribble long. Younès Belhanda auto-décrit son geste technique préféré en citant : « La roulette c'est le geste que j'aime le plus pour éliminer ou pour vraiment créer quelque chose ». Ce style de jeu lui a permis de rayonner lors de la saison 2011-2012 avec le Montpellier HSC. Belhanda est polyvalent, il peut aussi très bien jouer comme milieu défensif ou comme relayeur. Il est décrit par Hervé Renard comme étant un joueur qui fait jouer les autres avec simplicité et une technique simple. À l'entraînement, il réalise des gestes techniques avec un chewing-gum en bouche, racontant souvent des blagues à ses coéquipiers. Younès Belhanda valorise son ex-entraîneur Lucien Favre grâce à sa relation qu'il a entretenu avec lui, mais également la maturité qui lui a apporté dans sa manière de jouer : « Pas du jeu direct, pas balancer. Il faut toucher le ballon, créer, faire des décalages, des une-deux. C’est ce qu’il aime et qu’on aime quand on est sur un terrain ». Si Younès Belhanda a des points positifs, il en a également des négatifs, qui lui ont été soulignés par ce même entraîneur : « Il n’y a pas longtemps, il m’a demandé de travailler mon pied gauche donc je dois le faire. Il y a des choses que lui voit et sur lesquelles nous on ne se focalise pas ». Adepte de la roulette, il se démarque également avec les penaltys, réalisant des panenkas.
Si Younès Belhanda a été l’un des piliers dans le milieu du Montpellier HSC pendant de nombreuses saisons, le Marocain est réputé pour son tempérament agressif sur le terrain. Tacles violents, cartons rouges, insultes… avec son caractère de feu, il a plusieurs fois craqué, au point de se rendre coupable de gestes fous, plus particulièrement lors des classiques turcs l'opposant face au Fenerbahçe SK ou lors de certains matchs en sélection nationale, dont les plus marquants face aux Pays-Bas (31 mai 2017) et l'Argentine (26 mars 2019). Cependant, avec ses coéquipiers, il adopte un comportement ultra-social, décrit par ses anciens coéquipiers de l'OGC Nice Alassane Pléa comme étant « bon blagueur qui fait toujours du bien dans un groupe » et Wylan Cyprien comme étant « un super mec, super marrant et toujours un plaisir de jouer avec lui ». Il se décrit comme étant « quelqu'un d'émotif et super souriant ». Pendant les matchs, Younès Belhanda est connu pour ses célébrations habituelles, réalisant un salto arrière.

## Statistiques

### Statistiques détaillées
| Saison                | Club                  | Championnat           | Championnat | Championnat | Championnat | Coupe nationale | Coupe nationale | Coupe nationale | Coupe de la Ligue | Coupe de la Ligue | Coupe de la Ligue | Supercoupe | Supercoupe | Supercoupe | Compétition(s) continentale(s) | Compétition(s) continentale(s) | Compétition(s) continentale(s) | Compétition(s) continentale(s) | Total | Total | Total |
| Saison                | Club                  | Division              | M.          | B.          | P.d.        | M.              | B.              | P.d.            | M.                | B.                | P.d.              | M.         | B.         | P.d.       | Comp.                          | M.                             | B.                             | P.d.                           | M.    | B.    | P.d.  |
| 2009-2010             | Montpellier HSC       | Ligue 1               | 33          | 1           | 3           | 0               | 0               | 0               | 1                 | 0                 | 0                 | -          | -          | -          | -                              | -                              | -                              | -                              | 34    | 1     | 3     |
| 2010-2011             | Montpellier HSC       | Ligue 1               | 36          | 3           | 2           | 0               | 0               | 0               | 4                 | 0                 | 0                 | -          | -          | -          | C3                             | 2                              | 0                              | 0                              | 42    | 3     | 2     |
| 2011-2012             | Montpellier HSC       | Ligue 1               | 28          | 12          | 4           | 2               | 1               | 1               | 1                 | 0                 | 0                 | -          | -          | -          | -                              | -                              | -                              | -                              | 31    | 13    | 5     |
| 2012-2013             | Montpellier HSC       | Ligue 1               | 30          | 10          | 2           | 0               | 0               | 0               | 1                 | 0                 | 0                 | 0          | 0          | 0          | C1                             | 6                              | 2                              | 0                              | 37    | 12    | 2     |
| Sous-total            | Sous-total            | Sous-total            | 127         | 26          | 11          | 2               | 1               | 1               | 7                 | 0                 | 0                 | 0          | 0          | 0          | -                              | 8                              | 2                              | 0                              | 144   | 29    | 12    |
| 2013-2014             | Dynamo Kiev           | PL                    | 22          | 6           | 6           | 3               | 0               | 0               | -                 | -                 | -                 | -          | -          | -          | C3                             | 8                              | 1                              | 1                              | 33    | 7     | 7     |
| 2014-2015             | Dynamo Kiev           | PL                    | 24          | 2           | 5           | 7               | 1               | 1               | -                 | -                 | -                 | 1          | 0          | 0          | C3                             | 9                              | 2                              | 1                              | 41    | 5     | 7     |
| 2015-2016             | Dynamo Kiev           | PL                    | 10          | 0           | 0           | 2               | 0               | 1               | -                 | -                 | -                 | 0          | 0          | 0          | C1                             | 2                              | 0                              | 0                              | 14    | 0     | 1     |
| Sous-total            | Sous-total            | Sous-total            | 56          | 8           | 11          | 12              | 1               | 2               | -                 | -                 | -                 | 1          | 0          | 0          | -                              | 19                             | 3                              | 2                              | 88    | 12    | 15    |
| 2015-2016             | Schalke 04 (prêt)     | Bundesliga            | 15          | 2           | 1           | -               | -               | -               | -                 | -                 | -                 | -          | -          | -          | C3                             | 2                              | 0                              | 0                              | 17    | 2     | 1     |
| Sous-total            | Sous-total            | Sous-total            | 15          | 2           | 1           | -               | -               | -               | -                 | -                 | -                 | -          | -          | -          | -                              | 2                              | 0                              | 0                              | 17    | 2     | 1     |
| 2016-2017             | OGC Nice (prêt)       | Ligue 1               | 31          | 3           | 6           | -               | -               | -               | -                 | -                 | -                 | -          | -          | -          | C3                             | 5                              | 0                              | 0                              | 36    | 3     | 6     |
| Sous-total            | Sous-total            | Sous-total            | 31          | 3           | 6           | 0               | 0               | 0               | 0                 | 0                 | 0                 | -          | -          | -          | -                              | 5                              | 0                              | 0                              | 36    | 3     | 6     |
| 2017-2018             | Galatasaray SK        | Süper Lig             | 30          | 3           | 8           | 4               | 0               | 2               | -                 | -                 | -                 | -          | -          | -          | C3                             | 1                              | 0                              | 0                              | 35    | 3     | 10    |
| 2018-2019             | Galatasaray SK        | Süper Lig             | 24          | 4           | 9           | 4               | 0               | 1               | -                 | -                 | -                 | 1          | 0          | 0          | C1+C3                          | 4+2                            | 0+0                            | 0+0                            | 35    | 4     | 10    |
| 2019-2020             | Galatasaray SK        | Süper Lig             | 23          | 5           | 2           | 5               | 1               | 1               | -                 | -                 | -                 | 1          | 1          | 0          | C1                             | 4                              | 0                              | 0                              | 33    | 7     | 3     |
| 2020-2021             | Galatasaray SK        | Süper Lig             | 22          | 6           | 3           | 3               | 1               | 0               | -                 | -                 | -                 | -          | -          | -          | C3                             | 3                              | 1                              | 0                              | 28    | 8     | 3     |
| Sous-total            | Sous-total            | Sous-total            | 99          | 18          | 22          | 16              | 2               | 4               | -                 | -                 | -                 | 2          | 1          | 0          | -                              | 14                             | 1                              | 0                              | 131   | 22    | 26    |
| 2021-2022             | Adana Demirspor       | Süper Lig             | 22          | 3           | 1           | 2               | 1               | 0               | -                 | -                 | -                 | -          | -          | -          | -                              | -                              | -                              | -                              | 24    | 4     | 1     |
| 2022-2023             | Adana Demirspor       | Süper Lig             | 30          | 12          | 7           | -               | -               | -               | -                 | -                 | -                 | -          | -          | -          | -                              | -                              | -                              | -                              | 30    | 12    | 7     |
| 2023-2024             | Adana Demirspor       | Süper Lig             | 11          | 3           | 0           | -               | -               | -               | -                 | -                 | -                 | -          | -          | -          | C4                             | 6                              | 0                              | 4                              | 17    | 3     | 4     |
| Sous-total            | Sous-total            | Sous-total            | 63          | 18          | 8           | 2               | 1               | 0               | -                 | -                 | -                 | -          | -          | -          | -                              | 6                              | 0                              | 4                              | 71    | 19    | 12    |
| Total sur la carrière | Total sur la carrière | Total sur la carrière | 391         | 75          | 59          | 32              | 5               | 7               | 7                 | 0                 | 0                 | 3          | 1          | 0          | -                              | 54                             | 6                              | 6                              | 487   | 87    | 72    |

### En sélection
Le tableau suivant liste les rencontres de l'équipe du Maroc dans lesquelles Younès Belhanda a été sélectionné depuis le 17 novembre 2010 jusqu'à présent :

#### Buts en sélection
| Buts | Date             | Lieu       | Adversaire | Résultat | Minute | Compétition                  |
| ---- | ---------------- | ---------- | ---------- | -------- | ------ | ---------------------------- |
| 1.   | 31 janvier 2012  | Libreville | Niger      | 1-0      | 79e    | CAN 2012                     |
| 2.   | 15 juin 2013     | Marrakech  | Gambie     | 2-0      | 51e    | Éliminatoires de la CDM 2014 |
| 3.   | 7 septembre 2014 | Marrakech  | Libye      | 1-0      | 42e    | Match amical                 |
| 4.   | 4 juin 2018      | Genève     | Slovaquie  | 2-1      | 74e    | Match amical                 |
| 5.   | 9 juin 2018      | Tallinn    | Estonie    | 1-3      | 11e    | Match amical                 |

## Palmarès
Formé à Montpellier HSC, Younès Belhanda est lancé par René Girard en tant qu'élément clé et performe lors de sa troisième saison en Ligue 1 en remportant en 2012  le championnat pour la première fois. Cette saison remarquable lui vaut ainsi le prix Marc-Vivien-Foé du meilleur joueur africain actif en Ligue 1, ainsi que le titre du meilleur espoir du championnat, mais également le titre du plus beau but de la saison, notamment celui de la retournée acrobatique face à l'Olympique de Marseille en 2012. Il figure également dans l'équipe-type de Ligue 1. Parti en Ukraine au Dynamo Kiev, il découvre le haut du tableau ailleurs qu'en France et est déjà victorieux lors de sa première saison en remportant la Coupe d'Ukraine en 2014. Une saison plus tard, en 2015, il remporte le championnat ukrainien, la Coupe d'Ukraine et atteint la finale de la Supercoupe d'Ukraine. Après les passages en prêt au FC Schalke 04 et à l'OGC Nice, il s'engage à Galatasaray SK avec lequel il remporte lors de sa première saison, la Süper Lig, atteignant également la finale de la Supercoupe de Turquie. En 2019, il remporte pour la deuxième fois d'affilée le championnat turc, remporte également la Coupe de Turquie ainsi que la Supercoupe de Turquie.
Ayant commencé sa carrière internationale avec la France -20 ans, il atteint la demi-finale du Tournoi de Toulon en 2010 sous Patrick Gonfalone. Ayant ensuite tranché définitivement en faveur de l'équipe du Maroc, il participe à la CAN 2012 et la CAN 2013 en étant éliminé au premier tour. Sous Hervé Renard, il participe à la Coupe du monde 2018 et atteint les huitièmes de finale face au Bénin lors de la CAN 2019.
| Montpellier HSC (1) :           | Dynamo Kiev (4) : | Galatasaray SK (4) : | Distinctions personnelles |
| ------------------------------- | --- | --- | --- |
| - Ligue 1 (1) - Champion : 2012 | - Championnat d'Ukraine (2) - Champion : 2015 et 2016 - Coupe d'Ukraine (2) - Vainqueur : 2014 et 2015 - Supercoupe d'Ukraine - Finaliste : 2014 et 2015 | - Süper Lig (2) - Champion : 2018 et 2019 - Coupe de Turquie (1) - Vainqueur : 2019 - Supercoupe de Turquie (1) - Vainqueur : 2019 - Finaliste : 2018 | - Reçoit le Prix Marc-Vivien Foé du meilleur joueur africain de Ligue 1 en 2012 - Élu meilleur espoir de Ligue 1 en 2012 - Élu plus beau but de l'année de Ligue 1 en 2012 - Membre de l'équipe-type de Ligue 1 en 2012 - Élu meilleur joueur du mois de Ligue 1 en novembre 2012 |

## Vie privée
Marié à Amal Belhanda, il est le père de trois garçons et une fille : Mohamed Belhanda (né en avril 2014), Nour Belhanda (née en juin 2015), Issa Belhanda (né en avril 2017) et Houdeyfa Belhanda (né en juin 2019). La famille pratique ensemble la religion musulmane.
En mai 2020, le couple fait un don de 160 000 DH (environ 15 000 €) au profit des familles du douar Ajdir (en région du Rif), en guise de leur contribution à la lutte contre la pandémie de Covid-19.